# Moral hazard
Moral hazard (Engels, moreel risico, moreel gevaar of moreel wangedrag) is risicoverhogend gedrag van partijen indien zij niet direct risico lopen voor hun daden. Dit wordt veroorzaakt door asymetrische informatie ná het aangaan van het contract of de samenwerking (in tegenstelling tot adverse selectie die wordt veroorzaakt door asymetrische informatie voor en tijdens het aangaan van het contract of de samenwerking). Dit kunnen economische agenten zijn, waardoor moral hazard samenhangt met principaal-agentproblematiek. De term wordt vooral toegepast in de economie, de statistiek en het verzekeringswezen.

## Verzekeringen
Een voorbeeld van moral hazard bij verzekeringen is dat verzekerden over het algemeen eerder bereid zijn om risico te lopen, dan onverzekerden die eventuele schade voor eigen rekening moeten nemen. Iemand zal bijvoorbeeld minder geneigd zijn op zijn auto te passen, omdat hij toch tegen schade en diefstal verzekerd is. 
Moral hazard kan op twee manieren voorkomen. Het kan zich voordoen met betrekking tot het ontstaan van de schade zelf (het eerder genoemde voorbeeld van de auto), maar het kan er ook toe leiden dat geleden schade sneller geclaimd wordt. Iemand die bijvoorbeeld een ziektenkostenverzekering heeft zal sneller geneigd zijn naar de dokter te gaan terwijl hij dat zonder verzekering wellicht niet had gedaan en een eventuele slechte gezondheid op de koop toe had genomen. Deze vorm van moral hazard kan in de meeste verzorgingsstaten gewenst zijn, aangezien de verplichte ziektekostenverzekeringen de volksgezondheid moeten bevorderen en moeten voorkomen dat behandelingen uit kostenoogpunt worden vermeden.
Doorgaans wordt getracht moral hazard terug te dringen. Zowel de verzekeringsmaatschappijen als de maatschappij als geheel heeft er belang bij dat niet onvoorzichtig of roekeloos met goederen of zelfs mensenlevens omgegaan wordt. Dit kan onder andere door een bepaald eigen risico in te bouwen voor de verzekerde, omdat deze dan naast de verzekeraar eveneens economische pijn voelt, veroorzaakt door eventueel opgelopen schade. Dit kan een vast bedrag zijn, maar ook een deel van de schade (bijvoorbeeld een regeling waarbij de verzekeraar 90% van de schade vergoedt). Ook no-claimkorting is hiervan een voorbeeld.
Daarbij kunnen secuur opgestelde verzekeringspolissen uitkomst bieden: bepaalde vormen van bewezen onvoorzichtig gedrag kunnen worden aangemerkt als redenen om de uitkering te beperken of te weigeren. De dekking van een inboedelverzekering vervalt bijvoorbeeld als de verzekerde nalaat zijn inboedel afdoende te beveiligen. Uiteraard is opzettelijk veroorzaakte schade niet gedekt, en vervalt de dekking eveneens in veel gevallen wanneer de verzekerde nalaat de omvang van de schade te beperken (bijvoorbeeld bij een gesprongen waterleiding nalaten de hoofdkraan af te sluiten).

## Ziektekostenverzekeringen
Ziektekostenverzekeringen zijn binnen verzekeringen altijd een buitenbeentje wegens de bijzondere functie als sociale verzekering en bescherming van de volksgezondheid. Zo ook op het gebied van moral hazard. In principe wordt namelijk geen onderscheid gemaakt naar de oorzaak van de schade. Ook worden bepaalde noodzakelijke behandelingen altijd volledig vergoed. Toch wordt geprobeerd moral hazard te beperken door bijvoorbeeld niet-noodzakelijke behandelingen niet te vergoeden en hiervoor aanvullende verzekeringen aan te bieden.
Uit de verzekeringswereld gaan vaak ook stemmen op om moral hazard in de ziektekostenverzekeringen verder te beperken, bijvoorbeeld door bepaalde soorten schade geheel of gedeeltelijk uit te sluiten, zoals gezondheidsschade door drugsgebruik, roekeloos gedrag met vuurwerk, een zelfmoordpoging, roken, jaren achtereen tegen gegeven medisch advies in ongezond eten of bewezen roekeloos gedrag. Tot dusverre is in Nederland het solidariteitsbeginsel altijd sterker gebleken.
Recht op een goede sociale verzekering is zelfs in de Nederlandse Grondwet vastgelegd. Bovendien is er de vrees dat wanneer eenmaal inbreuk is gemaakt op het absolute vergoedingsrecht, de weg vrij is om deze grens verder op te rekken. Ook medisch personeel is hierop tegen omdat ze immers uit hoofde van hun eed verplicht zijn hulpbehoevenden te helpen, wat de reden voor hun hulpbehoevendheid ook is. Ze kunnen moeilijk van tevoren nagaan of de behandeling wel onder de dekking valt als iemand acuut hulp nodig heeft.

## Financiële wereld
In tal van financiële transacties speelt moral hazard een rol, variërend van leningen tot complexe gestructureerde transacties.
Uitleners van geld kunnen bijvoorbeeld laks worden met het hanteren van leningvoorwaarden als een overheidsinstantie garant staat voor de lening. Ze kunnen immers hoe dan ook een commissie krijgen, maar weten dat ze bij terugbetaalproblemen bij de garantiegever kunnen aankloppen. Dit kan leiden tot een groei in zogenaamde Non Performing Loans.
Aan de andere kant kunnen ook inleners van geld door moral hazard beïnvloed worden. Ze beschikken ineens over veel geld en kunnen in het wilde weg aankopen doen die ze zich soms niet eens op langere termijn kunnen veroorloven. Om deze reden hebben geldleningen een plafond of eist de uitlener dat de lening voor een bepaald doel wordt aangegaan en gebruikt.
Lenende overheden kunnen bijzonder gevoelig zijn voor moral hazard. Een bestuurder kan door te lenen zijn beleid bekostigen zonder impopulaire maatregelen te nemen, terwijl de verantwoordelijkheid voor terugbetaling bij zijn opvolger en toekomstige generaties ligt. Veelal gaat het geld op aan prestigieuze projecten waarvan de opbrengst tegenvalt, of waarbij de corruptie of slechte economische situatie voorkomt dat het project winstgevend wordt. Voorbeelden zijn de Ottomaanse schuldencrisis in de 19e eeuw, en Zuid-Amerikaanse en Afrikaanse dictators die geleend geld besteden aan luxe- of prestigeprojecten, zoals hotels, voetbalstadions of oorlogstuig.
Een mogelijke medeoorzaak voor het ontstaan van de kredietcrisis van 2007 was wellicht een toenemende laksheid in het verstrekken van hypotheken door banken omdat zij wisten dat ze de risico's konden doorverkopen. De bank zette het geld uit en kreeg een commissie, de bank verkocht de leningen door aan securitisatie-SPV's, en via deze structuren werden de risico's op de kapitaalmarkt afgewenteld. Dit heeft er wellicht toe geleid dat personen die het zich feitelijk niet konden veroorloven toch een lening kregen waardoor uiteindelijk grote hoeveelheden hypotheekgevers bij het stijgen van de rente acute betalingsproblemen kregen.

## Organisaties
Moral hazard doet zich eveneens voor in organisaties (bedrijven, overheid) waarin een beslissingmaker niet direct verantwoordelijk wordt gehouden voor zijn beslissingen. Dit kan zich bijvoorbeeld voordoen als een nog hogere manager of aandeelhouder (wellicht omdat hij familie is of tot hetzelfde old boys network behoort) de beleidsmaker hoe dan ook steunt. Hij weet daarom dat hij hoe dan ook mag blijven zitten en zal dan wellicht een roekelozer beleid voeren. Ook is het mogelijk dat de verantwoordelijkheden niet vastliggen, waardoor de managers bij het mislukken van een project de kans krijgen om naar anderen te wijzen. Ook inefficiënte controle kan in het kader van agent-principaalproblematiek tot moral hazard leiden, wanneer dit ertoe leidt dat de betreffende manager niet of pas in een zeer laat stadium verantwoordelijk kan worden gehouden.
Als aandeelhouders passief zijn, kan dit ertoe leiden dat het bestuur van een onderneming vrijwel kan doen wat het wil, zeker wanneer de aandelen tegen overnames beschermd zijn door beschermingsconstructies. Daarbij is aandelenbezit in veel grotere ondernemingen versnipperd. Soms zijn er honderden of duizenden aandeelhouders, waarvan het merendeel absoluut nooit naar de algemene vergadering van aandeelhouders komt. Hierdoor valt de controle op het bestuur weg, met name doordat het bestuur al een enorme kennis- informatievoorsprong heeft ten opzichte van de aandeelhouders. Om deze vorm van moral hazard te bestrijden zijn bij grotere ondernemingen commissarissen verplicht. Ook is de positie van aandeelhouders versterkt, en kan een onderneming zich niet meer te pas en te onpas beschermen tegen overnames.

## Vertegenwoordiging en bemiddeling
Wanneer gebruik wordt gemaakt van freelance of zelfstandige vertegenwoordigers of multi-level marketing kan het voorkomen dat deze personen in hun contacten met klanten dingen zeggen of beloven die niet waar zijn in hun gretigheid een premie binnen te halen. Wanneer immers een transactie tot stand is gekomen, valt de vertegenwoordiger ertussen uit en komt het contract tot stand tussen klant en de vertegenwoordigde. In zulke gevallen komen klanten er vaak achteraf achter dat de contractvoorwaarden ongunstiger zijn en de prijs hoger dan hen was voorgespiegeld. De vertegenwoordiger wijst naar de vertegenwoordigde en kan meestal niet op de eventuele misleiding worden aangesproken. Bovendien moet de benadeelde aantonen dat er misleiding in het spel is geweest, wat praktisch gezien vrijwel onmogelijk is, met name als dit mondeling geschiedde. Hoewel in principe de vertegenwoordiger moet instaan voor de juistheid van zijn vertegenwoordiging is hij in praktijk moeilijk te vinden of aan te spreken en draaien de vertegenwoordigde en de klant voor eventuele negatieve gevolgen op.
Soortgelijke problematiek kan zich bij bemiddeling voordoen. Dit kan allerlei bemiddeling zijn, bijvoorbeeld arbeidsbemiddeling, onroerend goed makelaardij, investeringen, effectenmakelaardij, etc. De bemiddelaar verdient met iedere succesvolle bemiddeling een commissie, maar kan meestal niet verantwoordelijk worden gehouden voor gevolgen op de langere termijn. Een wervings- en selectiebureau kan bijvoorbeeld een kandidaat bij een bedrijf introduceren, wetende dat dit bedrijf en de vacature eigenlijk niet bij de wensen van de kandidaat passen. Zowel bedrijf als kandidaat worden door het bureau lekker gemaakt, het bureau strijkt de commissie op en uiteindelijk zijn bedrijf en kandidaat de dupe. Het bedrijf zit dan met een ongemotiveerde werknemer, de werknemer met een baan die hij niet leuk vindt.

## Politiek
Een bekend voorbeeld van moral hazard in de politiek is het gedrag van Oostenrijk-Hongarije in de Balkancrises van 1908 en 1914. Wetende dat het land rugdekking had van zijn sterke Duitse bondgenoot voerde het land doelbewust een agressieve buitenlandse politiek die de Europese vrede in gevaar bracht wat uiteindelijk leidde tot de Eerste Wereldoorlog (1914-1918).